# DeepTrip
DeepTrip ist eine Schweizer Rockband um den Gitarristen und Sänger Claudio Moser. Gemeinsam mit dem Violisten Khin Hong Yip gründete er 2004 die Akustikcombo.

## Geschichte
Claudio Moser fand 2001 seine Liebe zur Musik. 2005 stieß Khin Hong Yip hinzu und man beschloss, eine eigene Band zu gründen. Nach einigen Versuchen mit Kontrabassist, Cellisten, und Schlagzeugern fand man mit dem Schlagzeuger Yann Rouiller die ideale Ergänzung.
Der Bandname entstand, als Claudio ein Lied auf der Gitarre gespielt hatte, welches so unsauber klang, dass Khin alle Haare zu Berge standen und er sich dachte „Oh jetzt hatte ich voll den tiefen Trip.“
Sie spielten 2006 als Vorband von Schandmaul und eröffneten 2007 für Subway to Sally einige Konzerte ihrer Tour.

## Stil
Stilistisch lässt sich DeepTrip in das Genre Hardrock einordnen, wobei jedoch Grunge-Einflüsse gepaart mit klassischen Elementen in der Musik vorkommen. Beeinflusst von Led Zeppelin, Pink Floyd oder Nirvana entwickelten sie jedoch schnell ihren eigenen Stil.
Violinist Khin Hong Yip und Kontrabassist Sofus Gleditsch haben eine klassische Ausbildung absolviert und nehmen maßgeblich Einfluss an dem Stil der Band. In ihren Texten verdeutlichen sie ihre Einstellung zu sozialkritischen Themen wie Armut, Krieg und Hass.

## Diskografie
Studioalben
- 2009: DeepTrip
- 2011: TV&Games